# Carlos Navarro Valdez
Carlos Rubén Navarro Valdez (Ciudad Juárez, 8 de mayo de 1996) es un deportista mexicano que compite en taekwondo.
Ganó dos medallas en el Campeonato Mundial de Taekwondo, en los años 2017 y 2023, y tres medallas en el Campeonato Panamericano de Taekwondo entre los años 2016 y 2022. En los Juegos Panamericanos consiguió dos medallas, en los años 2015 y 2023.

## Palmarés internacional
| Campeonato Mundial      | Campeonato Mundial           | Campeonato Mundial | Campeonato Mundial |
| Año                     | Lugar                        | Medalla            | Categoría          |
| ----------------------- | ---------------------------- | ------------------ | ------------------ |
| 2017                    | Muju (Corea del Sur)         | Medalla de bronce  | –58 kg             |
| 2023                    | Bakú (Azerbaiyán)            | Medalla de bronce  | –63 kg             |
| Juegos Panamericanos    |                              |                    |                    |
| Año                     | Lugar                        | Medalla            | Categoría          |
| 2015                    | Toronto (Canadá)             | Medalla de oro     | –58 kg             |
| 2023                    | Santiago (Chile)             | Medalla de bronce  | Equipo             |
| Campeonato Panamericano |                              |                    |                    |
| Año                     | Lugar                        | Medalla            | Categoría          |
| 2016                    | Querétaro (México)           | Medalla de oro     | –58 kg             |
| 2021                    | Cancún (México)              | Medalla de oro     | –63 kg             |
| 2022                    | Punta Cana (Rep. Dominicana) | Medalla de bronce  | –63 kg             |